# Juan Carlos Muñoz
Juan Carlos Muñoz (Avellaneda, 4 marzo 1919 – Avellaneda, 22 novembre 2009) è stato un calciatore argentino, di ruolo attaccante.
Fece parte de Máquina; fu l'ultimo di quella squadra a morire.

## Caratteristiche tecniche
Muñoz giocava come ala destra. All'inizio della sua carriera, nelle giovanili dell'Independiente, il suo ruolo era quello di mezzala destra; nel 1938 l'allenatore dello Sportivo Dock Sud, la sua nuova squadra, lo spostò sulla fascia, trasformandolo in un'ala, che divenne poi la posizione che ricoprì per il resto della carriera. I punti di forza di Muñoz erano l'abilità tecnica, la capacità di effettuare dribbling per liberarsi degli avversari, la velocità con cui percorreva la fascia e la precisione nei cross. Era uso ricorrere a dei movimenti ben consolidati durante le partite: scendeva verso il centrocampo per prendere palla, per poi raggiungere la linea di fondo per effettuare un cross, solitamente verso Ángel Labruna o José Manuel Moreno. Dei componenti della Máquina, Muñoz fu quello che meno cambiò posizione; le sue caratteristiche furono decisive per la creazione del gioco della squadra, basato su rapidi scambi.

## Carriera

### Club
Juan Carlos Muñoz iniziò la sua carriera di calciatore nell'Independiente: come mezzala destra, giocò nel settore giovanile fino a raggiungere la Cuarta Especial, riservata ai giocatori di 18 anni. La dirigenza scelse di non fargli firmare il contratto per entrare definitivamente in prima squadra, e così Muñoz e il fratello Oscar si trovarono senza club; fu il Dock Sud, squadra della seconda serie argentina, a concedere una possibilità a Juan Carlos. Con la maglia della nuova società debuttò il 30 aprile 1938 contro l'El Porvenir, segnando due reti; l'incontro terminò 6-3 per gli avversari. La prima stagione al Dock Sud si chiuse con 17 presenze e 7 reti, e la formazione giunse all'ottavo posto in classifica. Il 1939 iniziò bene, con 10 gol in 10 partite tra l'8 aprile e il 3 giugno, e Muñoz fu acquistato dal River Plate, in cambio di vari giocatori, che si trasferirono così allo Sportivo Dock Sud. Fece poi il suo esordio nel River l'8 giugno contro l'Atlanta, mettendo a referto una doppietta. Nel nuovo club Muñoz rimpiazzò Carlos Peucelle, stabilendosi ben presto come il nuovo titolare nel ruolo di ala destra. Il primo titolo che vinse con il River fu il campionato del 1941, cui ne seguirono altri tre, nel 1942, nel 1945 e nel 1947. Nel 1950 lasciò il club per trasferirsi al Platense di Vicente López: al suo posto, il River schierò Santiago Vernazza. Con il Platense disputò altre tre stagioni: 1951, 1952 e 1953, segnando 3 gol in 39 partite totali; terminata l'ultima, chiuse la carriera.

### Nazionale
Debuttò nella selezione nazionale il 25 maggio 1942, a Buenos Aires contro l'Uruguay, nell'incontro di Copa Lipton, ove segnò anche la sua prima rete. In seguito partecipò ad alcune competizioni minori, come la Copa Nicanor R. Newton, la Copa Juan R. Mignaburu e la Copa Héctor Rivadavia Gómez. Fu poi convocato al Campeonato Sudamericano de Football 1945, dove debuttò il 18 gennaio a Santiago contro la Bolivia; in questo incontro fu schierato da titolare, e giocò tutti e novanta i minuti. Saltò la sfida con l'Ecuador del 31 gennaio, sostituito da Mario Boyé, così come contro la Colombia il 7 febbraio. Tornò in campo nel secondo tempo di Cile - Argentina dell'11 febbraio, rilevando lo stesso Boyé; contro il Brasile venne schierato titolare. Muñoz disputò anche l'ultima gara del torneo contro l'Uruguay, lasciando il posto a Boyé al 77º. Conclusa questa manifestazione, fu impiegato durante la Copa Rosa Chevalier Boutell, in cui assommò 3 presenze e un gol.

## Palmarès

### Club

#### Competizioni nazionali
- Campionato argentino: 4

River Plate: 1941, 1942, 1945, 1947

### Nazionale
- Campeonato Sudamericano de Football: 1

Cile 1945

### Videografia
- Federico Ferri e Federico Buffa, Storie di Campioni - Buffa Racconta: Alfredo Di Stéfano, Sky Sport, 2015.